# Rácz Béla (cigányprímás)
Rácz Béla (Kassa, 1899. február 13. – Budapest, 1962. augusztus 28.) prímás, zeneszerző, zenekarvezető. Az egyik legismertebb nótaszerző és cigányprímás.

## Életpályája
Ötéves korában kezdett hegedülni, zenei tehetségével korán feltűnést keltett, egy évvel később már bátyja zenekarában játszott. Azonosítója a szerzői jogi adatbázisban Rácz Béla sen. 00025200635 (idősebb), nem tévesztendő össze Rácz Béla jun.  00025200733 (ifjabb) személyével. Ifjabb Rácz Béla csaknem valamennyi szerzeményét idősb. Rácz Bélával együtt szerepelteti.
1906-ban Londonban és Stockholmban vendégszerepelt bátyja zenekarában. 1908-ban a londoni magyar kiállításon mint csodagyereket ünnepelték, utána bátyja zenekarával egész Európát bejárta, többek között megfordultak Milánóban, majd 3 évig Oroszországban játszottak.
A hosszú külföldi turné után megalakította saját önálló zenekarát Ungváron majd később ismét Budapesten muzsikált, Első világháborúban mint tábori zenész teljesített szolgálatot, majd 1916-ban Radics Béla zenekarában játszotta a másodprímet.
1930-ban Radics bekövetkezett halála után Rácz Béla  vette át a zenekart amely a vezetésével itthon és külföldön 
töretlen sikerrel vívta ki az elismerést, egyik alkalommal Arturo Toscanini is felfigyelt a cigányprímás játékára majd elismerését fejezte ki neki, Járóka Sándor híres prímás az ő zenekarában kezdte pályafutását.
Rácz Béla a zeneszerzés terén is jeleskedett. Verbunkosai ma is kedvelt számai a cigányzenekaroknak több nótája gyakran felcsendül a rádióban, muzsikáját számos lemezfelvétel őrzi közismert dalai közül a Piros rózsák beszélgetnek a legismertebb.
Egy kisebb filmszerepe is volt a Fráter Loránd című életrajzi filmben Páger Antal (színművész) főszereplésével.

## Legismertebb nótái
- Azt hiszed, hogy boldog vagy már (sz: Babusa Miklós)
- Jégvirágos hideg tél volt (sz: Sallay Misi)
- Piros rózsák beszélgetnek (sz: Sallay Misi)[1]
- Szabad, szabad, szabad, (sz: Babusa Miklós)
- Talán majd egy napon (sz: Sallay Misi)
- Virágzott az aranyerdő (sz: Sallay Misi)

- Ne sírjatok lányok T-007.004.927-2 (Horváth Gyula)

- Azt mondja a régi nótám T-007.008.536-7 (00025200733, Rácz Béla junior)